# پیمان نانجینگ
پیمان نانجینگ یا نانکینگ، پیمانی بود که در تاریخ ۲۹ اوت ۱۸۴۲ میلادی بین بریتانیا و چین بسته شد و پایان جنگ تریاک نخست را به نفع بریتانیا رقم زد. چین در اواخر دهه ۱۸۳۰، واردات تریاک توسط بازرگانان انگلیسی از هند در مقابل چای چین را به دلیل افزایش اعتیاد مردم چین به تریاک و در نتیجه افزایش واردات آن و کاهش ذخایر نقره این کشور، ممنوع اعلام کرد. بریتانیا نیز در ماه ژوئن ۱۸۴۰، توسط ناوگان نیروی دریایی خود و با لشکرکشی به دهانه رود کانتون، نخستین جنگ تریاک را آغاز نمود. با رسیدن ناوگان انگلیسی به یانگ‌تسه کیانگ، سقوط شانگهای و سپس رسیدن به نانجینگ، چین تسلیم و مجبور به امضای پیمان نانجینگ با بریتانیا شد. این پیمان یکی از دلایل شکل‌گیری اصطلاح سده تحقیر است.

## مفاد
مفاد این پیمان بدین شرح بودند:
1. هنگ کنگ به پادشاهی بریتانیا واگذار شد.
2. پنج بندرگاه چین که انگلیسی‌ها در آن حق اقامت و تجارت داشتند، به روی بریتانیا گشوده شد.
3. شهروندان بریتانیا که در چین به ارتکاب جرم می‌پرداختند، باید در دادگاه‌های انگلیسی دادرسی می‌شدند.
4. نرخ عوارض کالاهای وارداتی و صادراتی می‌بایست منصفانه باشد.

## پیامدها
با امضای پیمان نانجینگ، سایر کشورها مانند ایالات متحده آمریکا، روسیه و فرانسه نیز خواستار امتیازات مشابهی مانند بریتانیا شدند و در عرض چند سال قراردادهای مشابهی با چین بستند.